# Coenosia tokachiensis
Coenosia tokachiensis är en tvåvingeart som beskrevs av Shinonaga 2003. Coenosia tokachiensis ingår i släktet Coenosia och familjen husflugor. Inga underarter finns listade i Catalogue of Life.